# Barbara Mensing
Barbara Mensing (Herten, 23 settembre 1960) è un'arciera tedesca.

## Palmarès

### Olimpiadi
- 2 medaglie:
  - 1 argento (Atlanta 1996 a squadre)
  - 1 bronzo (Sydney 2000 a squadre)

### Mondiali
- 2 medaglie:
  - 1 argento (Giacarta 1995 nell'individuale)
  - 1 bronzo (Riom 1999 a squadre)

### Europei
- 1 medaglia:
  - 1 argento (Nymburk 1994 nell'individuale)